# Antique (provins)

Provinsens läge i Filippinerna

Antique (filipino: Antikwe) är en provins i Filippinerna som ligger på ön Panay i regionen Västra Visayas. Den har 582 012 invånare (2015) på en yta av 2 522 km². Administrativ huvudort är San Jose.
Provinsen är indelad i 18 kommuner.